# Celeste Carballo
Celeste Primavera Carballo (Buenos Aires, 21 de setembro de 1956) é uma cantora e compositora de rock e blues. É considerada uma das grandes vozes do rock argentino, por sua potência, e amplo registro vocal.